# Князь-Аклычева сотня
Князь-Аклычевская сотня — территориальная единица Свияжского уезда в составе Казанского царства (с 1708 года — Казанской губернии). Также используется название «Князь-Аклычевая сотня».

## История
После взятия Казани 2 октября 1552 года войсками Ивана Грозного Казанское ханство прекратило своё существование, и всё Среднее Поволжье было присоединено к России. Вскоре после этого был образован Свияжский уезд. До 1781 года Князь-Аклычева сотня в числе 4 татарских сотен (также сотни: Князь-Ишеева, Князь-Темеева, Князь-Байбулатова), в которых было несколько чувашских деревень, входила в Свияжский уезд.
В 1607—1608 гг. чувашам Князь-Аклычевской сотни «на диком поле за новою Чебоксарской засекой возле речки Бездны…, а по Бездне вверх по одной по левой стороне, а с вершины до речки Чиллы, а от Чиллы до речки Чюргуш…, до Большой Шамуржской дороги…, до речки Шиланды» были отведены земли с условием платежа ясака. Они основали здесь деревню Асаново.
В начале XVII в. беглые чуваши Князь-Аклычевской сотни Свияжского уезда основали дд. Большая и Малая Таяба (ныне Яльчикского района Чувашии).
Сын Тугуша мурза Аклыч со временем получил княжеский титул и унаследовал властные права отца, дав новое имя своей подведомственной области – Князь-Аклычева сотня. На протяжении всего XVII в. название сотни не менялось, князь Аклыч был последним правителем этой сотни. В нее, по данным материалов ревизии 1721 г., только чувашских селений входило четырнадцать.
Сотня князя Аклычева упоминается в «выписи» 1700 года, данной татарам Свияжского уезда. «Выпись» была дана (вследствие жалоб на отнятие земель соседями) «по указу великаго Государя Царя и Великаго Князя Петра Алексеевича, всея великия и малыя и белыя России Самодержца, и по помете на челобитной дьяка Алексея Юдина».
По данным Ланратской летописи 1717 и I ревизии 1719-1721 годов, в составе Князь-Аклычевской сотни находилось село Климово.
Во главе центров расселения чувашей стояли так называемые «сотенные князи», отвечавшие за сбор ясака и набор воинов в ханское войско в случае войны или похода.